# Svetovno vojaško prvenstvo v kolesarstvu
Svetovno vojaško prvenstvo v kolesarstvu (angleško World Military Cycling Championship) je najvišje kolesarsko tekmovanje na svetovni ravni, ki ga organizira Mednarodni odbor za vojaški šport. 
Tekmovalci nastopujejo v naslednjih disciplinah (vse discipline niso organizirane na vseh prvenstvih):
- kronometer
- cestna dirka, individualno
- cestna dirka, ekipno

## Seznam prvenstev
- 1. svetovno vojaško prvenstvo v kolesarstvu
- 2. svetovno vojaško prvenstvo v kolesarstvu
- 3. svetovno vojaško prvenstvo v kolesarstvu
- 4. svetovno vojaško prvenstvo v kolesarstvu
- 5. svetovno vojaško prvenstvo v kolesarstvu
- 6. svetovno vojaško prvenstvo v kolesarstvu
- 7. svetovno vojaško prvenstvo v kolesarstvu
- 8. svetovno vojaško prvenstvo v kolesarstvu
- 9. svetovno vojaško prvenstvo v kolesarstvu
- 10. svetovno vojaško prvenstvo v kolesarstvu
- 11. svetovno vojaško prvenstvo v kolesarstvu
- 12. svetovno vojaško prvenstvo v kolesarstvu
- 13. svetovno vojaško prvenstvo v kolesarstvu
- 14. svetovno vojaško prvenstvo v kolesarstvu
- 15. svetovno vojaško prvenstvo v kolesarstvu
- 16. svetovno vojaško prvenstvo v kolesarstvu
- 17. svetovno vojaško prvenstvo v kolesarstvu (2003)
- 18. svetovno vojaško prvenstvo v kolesarstvu (2004)
- 19. svetovno vojaško prvenstvo v kolesarstvu (2005)
- 20. svetovno vojaško prvenstvo v kolesarstvu (2006)
- 21. svetovno vojaško prvenstvo v kolesarstvu (2007)